# Tekellina pretiosa
Tekellina pretiosa är en spindelart som beskrevs av Marques och Buckup 1993. Tekellina pretiosa ingår i släktet Tekellina och familjen klotspindlar. Inga underarter finns listade i Catalogue of Life.